# Syngonanthus cachimboensis
Syngonanthus cachimboensis är en gräsväxtart som beskrevs av Harold Norman Moldenke. Syngonanthus cachimboensis ingår i släktet Syngonanthus och familjen Eriocaulaceae. Inga underarter finns listade i Catalogue of Life.